# Quatrième mur
Pour les articles homonymes, voir Quatrième mur (homonymie).
 (juin 2021).
Si vous disposez d'ouvrages ou d'articles de référence ou si vous connaissez des sites web de qualité traitant du thème abordé ici, merci de compléter l'article en donnant les références utiles à sa vérifiabilité et en les liant à la section « Notes et références ».

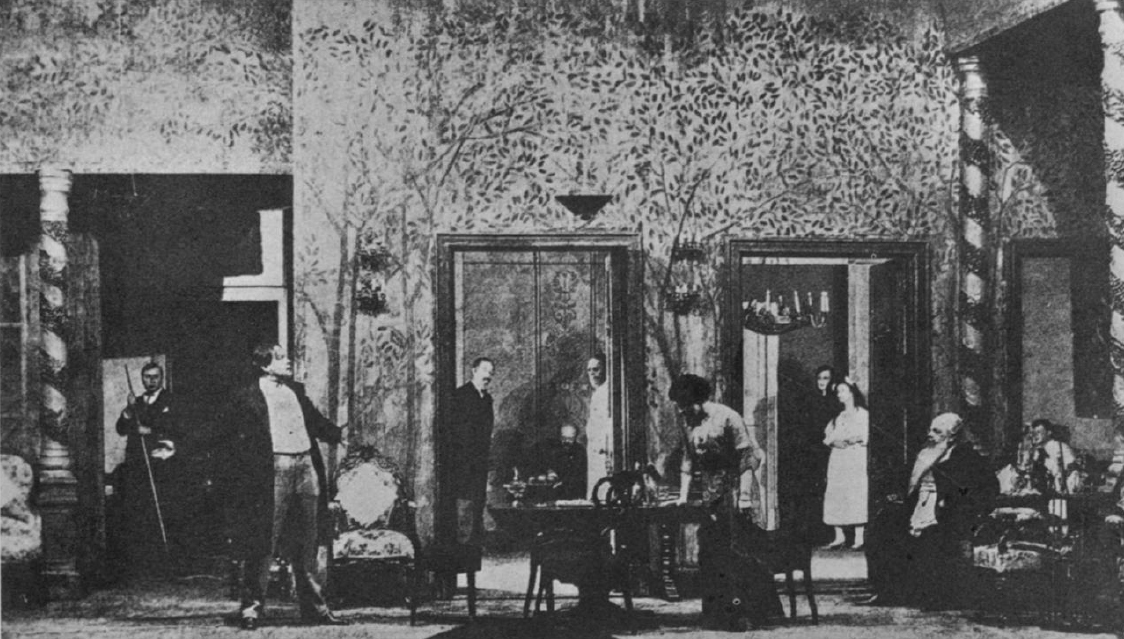
Dans la version de Stanislavski de La Cerisaie (au Théâtre d'art de Moscou en 1904), une scène sous forme de boîte en 3 dimensions donne l'impression que le cadre de scène est le "quatrième mur" de l'autre côté duquel se trouve le public.

Au théâtre, le quatrième mur désigne un « mur » imaginaire situé sur le devant de la scène, séparant la scène des spectateurs et « au travers » duquel ceux-ci voient les acteurs jouer,. Ce concept fut pour la première fois formulé par le philosophe et critique Denis Diderot et plus largement repris au XIXe siècle avec l'avènement du théâtre réaliste, puis par le comédien et metteur en scène André Antoine qui voulait recréer sur scène la vraisemblance.
L'expression « briser le quatrième mur » fait surtout référence aux comédiens sur scène s'adressant directement au public et, au cinéma, quand des acteurs le font par le biais de la caméra. L'expression fait aussi référence à d'autres techniques ; certaines sont considérées comme des techniques de métafiction. Par exemple, les conteurs de contes urbains essaient de « briser le quatrième mur » qui sépare les acteurs de théâtre classique et le public.

## Historique
Denis Diderot, dans le Paradoxe sur le comédien (1769), formule l'idée qu'un mur virtuel devrait séparer les acteurs des spectateurs : « Imaginez sur le bord du théâtre un grand mur qui vous sépare du parterre ; jouez comme si la toile ne se levait pas. » (chap. 11, « De l'intérêt ».)

## Description
Le quatrième mur est un écran imaginaire qui sépare l'acteur du spectateur. Parallèle au mur de fond de scène, il se situe entre le plateau et la salle, au niveau de la rampe. Avec ce système, les acteurs ont commencé à avoir des déplacements plus naturalistes et quotidiens, ils pouvaient par exemple jouer dos au public.
Le public voit alors une action qui est censée se dérouler indépendamment de lui. Il se trouve en position de voyeur : rien ne lui échappe, mais il ne peut pas intervenir. Le personnage peut briser cette illusion en faisant un commentaire directement au public, ou bien en aparté.

## Autres usages
Le contrat narratif est l'« ensemble de clauses implicitement (im)posées qui contribuent à (pré)déterminer le comportement logique d'un récit ». Le contrat narratif réaliste se définit comme :
- ce qui arrive dans le récit est possible et pourrait arriver ;
- les personnages qui habitent l’univers du récit, les événements qui s’y produisent et les sociétés qui y sont présentées sont réalistes, soit des reflets de la réalité, naturalistes et vraisemblables.

Il s’agit du contrat narratif le plus fréquent dans les fictions et les docufictions cinématographiques et télévisuelles. Parmi les autres contrats narratifs, on retrouve : le fantastique et l'horreur, la science-fiction, l'absurde, l'historique et la comédie musicale.